# Agila I
Agila I, död 554, var kung i västgotiska riket från 549 till 554. 